# المجلس العسكري في دمشق
المجلس العسكري الثوري في دمشق أو المجلس العسكري الثوري بدمشق ويُعرف أيضا باسم المجلس العسكري في دمشق وضواحيها هو مجلس عسكري مكون من الثوار السوريين وتابع بشكل مباشر للجيش السوري الحر. تم إنشاء المجلس من قبل العقيد خالد محمد حمود في 22 آذار/مارس 2012، وركز في عملياته على محافظة دمشق بسوريا.
ادع المجلس العسكري أنه المسؤول عن التفجيرات الانتحارية التي هزت قيادة هيئة الأركان العامة في القوات المسلحة السورية في دمشق بتاريخ 26 أيلول/سبتمبر 2012،  ولكن من المُرجح أن جبهة النصرة كانت وراء الهجوم. جذير بالذكر أيضا أن هذا المجلس كان قد أدان إسرائيل في بيان رسمي صدر يوم 9 مايو 2013.